# 1795 na ciência

## Eventos
- Isolamento do elemento químico Telúrio[1]

## Nascimentos
| Data          | Nome                  | Profissão               | Nacionalidade | Observações                    | Ref   |
| ------------- | --------------------- | ----------------------- | ------------- | ------------------------------ | ----- |
| 23 de março   | Bernt Michael Holmboe | Matemático              | Noruega       | m.1850                         | [ 2 ] |
| 13 de maio    | Gérard Paul Deshayes  | Geólogo e malacologista | França        | m. 1875 Medalha Wollaston 1870 | [ 3 ] |
| 22 de julho   | Gabriel Lamé          | Matemático e físico     | França        | m. 1870                        | [ 4 ] |
| 6 de agosto   | Heinrich Rose         | Químico analítico       | Alemanha      | m. 1864                        | [ 5 ] |
| 6 de outubro  | Olinde Rodrigues      | Matemático              | França        | m. 1851                        | [ 6 ] |
| 19 de outubro | Arthur Morin          | Físico                  | França        | m. 1880                        |       |
| 8 de dezembro | Peter Andreas Hansen  | Astrônomo               | Dinamarca     | m. 1874 Medalha Copley 1850    | [ 7 ] |

## Mortes
| Data        | Nome             | Profissão             | Nacionalidade | Observações         | Ref    |
| ----------- | ---------------- | --------------------- | ------------- | ------------------- | ------ |
| 9 de março  | John Walsh       | Cientista             | Inglaterra    | Medalha Copley 1773 | [ 8 ]  |
| 21 de março | Giovanni Arduino | Geólogo               | Itália        |                     | [ 9 ]  |
| 3 de julho  | Antonio de Ulloa | Cientista e astrônomo | Espanha       |                     |        |
| 29 de julho | Adair Crawford   | Químico               | Irlanda       |                     | [ 10 ] |

## Prémios
Medalha Cothenius
- Christoph Wilhelm Hufeland[11]

Medalha Copley
- Jesse Ramsden[12]